# Carmenna
Die Carmenna (auch: Carmennapass, unrichtige Schreibweise: Carmänna) ist ein Alpenpass im Schweizer Kanton Graubünden. Mit einer Scheitelhöhe von 2368 m ü. M. verbindet sie über das Obersäss und das Urdental Innerarosa mit Tschiertschen im Schanfigg.

## Beschreibung

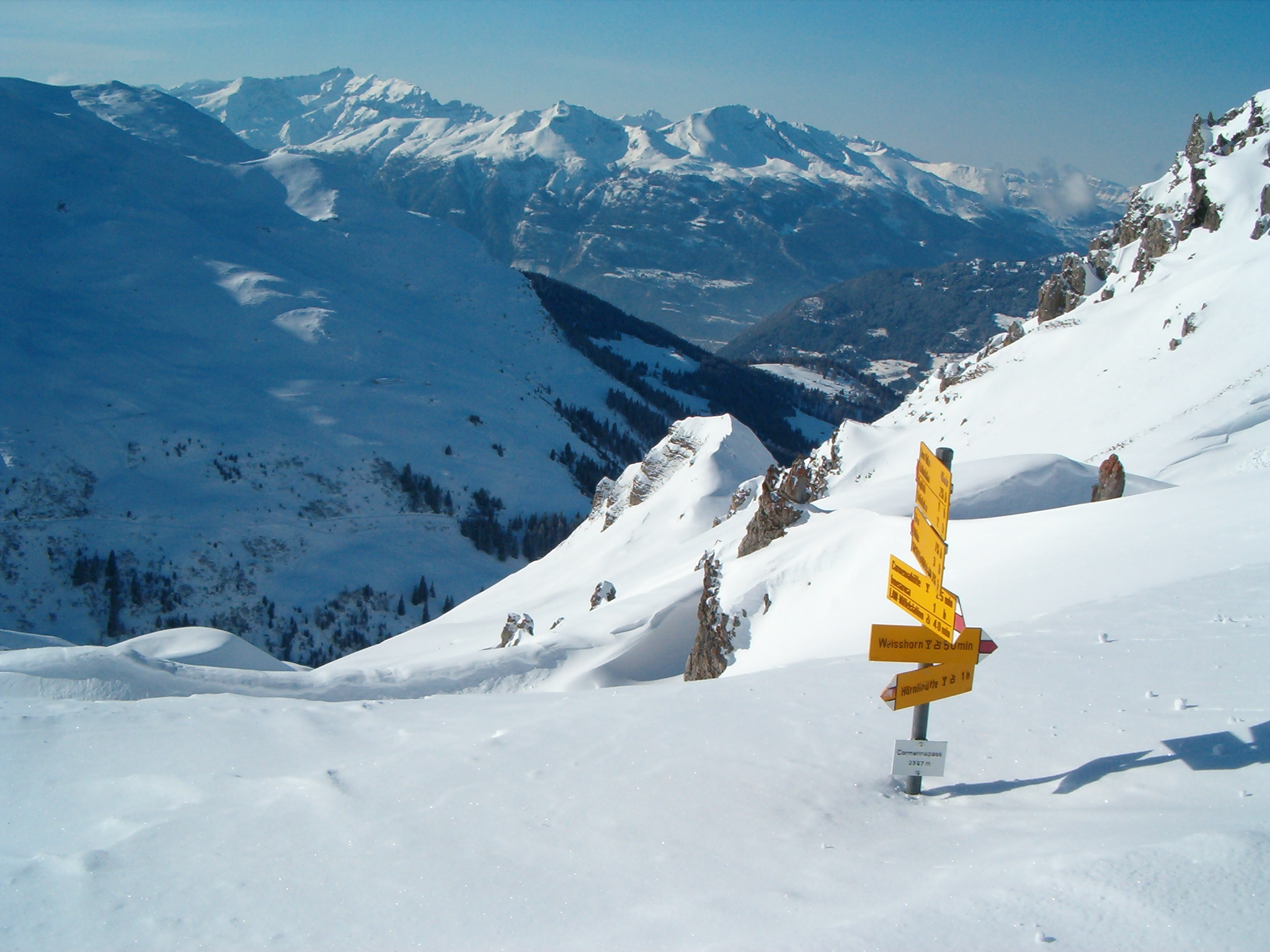
Passhöhe mit Blick Richtung Ringelspitz und Calandagruppe

Über die genau zwischen Weisshorn und Plattenhorn gelegene Carmenna führt ein im Sommer häufig benutzter, markierter Wanderweg. Dieser dient meist auch als südliche An- oder Abstiegsroute zum Weisshorn und bietet in Verbindung mit dem Churer Alpweg (siehe unten) am Nordfuss dieses Bergs eine beliebte Rundtour Arosa-Tschiertschen-Arosa.
Der im Juli 2012 erstmals veranstaltete Gebirgslauf Swiss Irontrail führte ab 2014 kurzzeitig vom Urdenfürggli-Hörnlihütte via Carmenna-Weisshorn nach Arosa und von dort über Medergen-Sapün-Strelapass nach Davos.

## Namensherkunft und Geschichte
Die Carmenna („aneinanderliegende Alpweiden“ oder evtl. "Dachfirst") war für die seit Anfang des 14. Jahrhunderts hauptsächlich in Innerarosa siedelnden Walser während Jahrhunderten die schnellste Verbindung nach Chur. Gegenüber der weitaus bequemeren Route via Sattel-Ochsenalp-Tschiertschen (Churer Alpweg) wurde dieser Weg meist bei Vorliegen grosser Eile oder von Reisenden mit wenig Gepäck gewählt. Von der Beschwerlichkeit dieser Route zeugt noch heute der westlich der Passhöhe auf rund 2330 m ü. M. gelegene, sagenumwobene "Gottlobstei".

## Carmennahütte

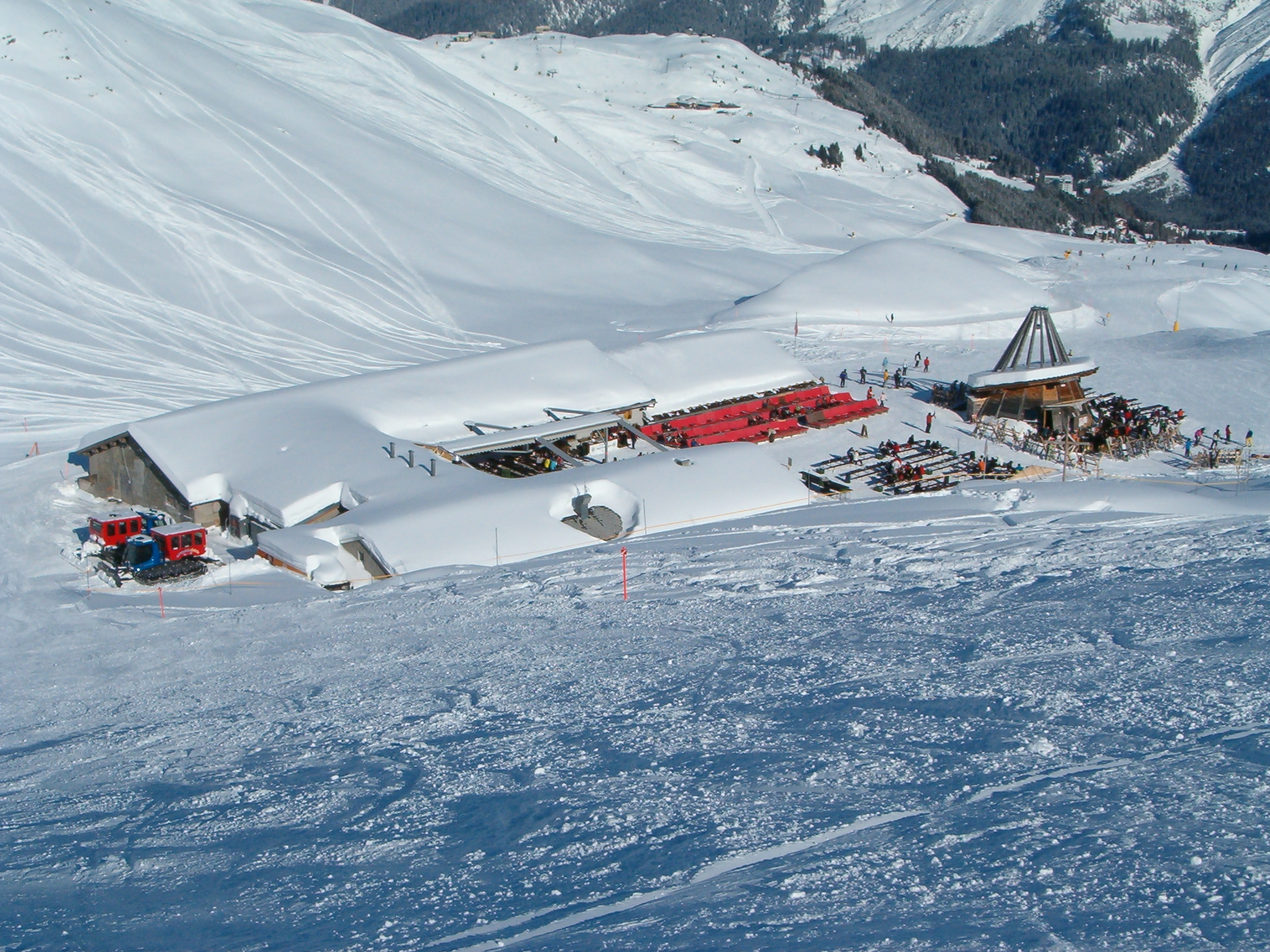
Carmennahütte

Die Carmenna war unter anderem Namensgeberin der auf dem Churer Obersäss auf 2134 m ü. M. gelegenen Carmennahütte. Diese ist im Sommer ein Alp- und Restaurationsbetrieb und im Winter seit den 1920er-Jahren eine der grössten und bekanntesten bewirteten Skihütten der Schweiz. Neben der jahrzehntelangen Durchführung der Carmennachilbi und diversen Sport- und Unterhaltungsveranstaltungen – 1991/92 beispielsweise Bungeespringen von einem 60 Meter hohen Kran – war die Hütte oft Standort von grossen Schneeskulpturen, wie etwa Traumschlössern, diversen Tiermotiven oder einem Modell des Langwieser Viadukts. Bei der Carmennahütte ist die Sage vom Carmenna-Küher beheimatet.

## Skilifte und Sesselbahnen

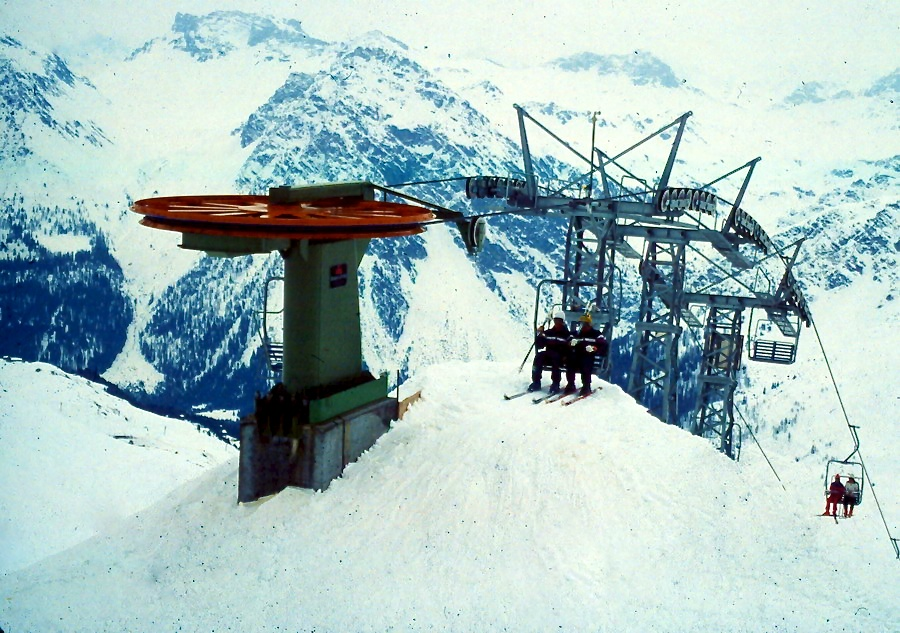
Endstation der ehemaligen Sesselbahn Bänkli

1938 erschloss die AG Autobus- und Skiliftanlagen (heute: Arosa Bergbahnen) unter anderem auch das Gebiet an der Carmenna mit einem ersten Skilift. Es entstand der Carmennalift, welcher von der Eisbahn Innerarosa in das Gebiet der "Untera Tüütschböda" führte. Dieser Schlepplift überwand auf einer Länge von 1256 Metern eine Höhe von 321 Metern. 1966 folgte der Skilift "An der Alp"-Plattenhorn. Im Jahr 2000 wurde der Carmennalift – und damit auch die 1978 in diesem Gebiet entstandenen Sesselbahnen Obersäss (Abbruch 1999) und Boordried-Bänkli (Abbruch 2002) – nach 62 Jahren Betriebszeit durch eine kuppelbare Vierersesselbahn (im Volksmund "Ferrari" genannt) ersetzt, welche nun vom Bergkirchli in Innerarosa auf die südwestliche Weisshornschulter oberhalb der Carmenna führt. Bei der ehemaligen Endstation des Skilifts wurde ein Zwischenausstieg realisiert. Der Plattenhornlift wurde 2002 durch eine ebensolche Vierersesselbahn ersetzt.